# Città di David
Per Città di David (in ebraico עיר דוד‎?, Ir David; chiamata in arabo وادي حلوه‎?, Wadi Hilweh, un sobborgo di Siloam) s'intende il nucleo originario di Gerusalemme, posto sul monte Sion, fondato dai Gebusei e conquistato dal re Davide (1000 a.C. circa). Suo figlio Salomone fortificò anche la zona nord della collina, più elevata (700 m s.l.m.), e vi costruì il tempio dedicato a Yahweh.
Sion risulta essere più bassa delle colline circostanti. Con l'estendersi di Gerusalemme, la città antica prese il nome di "città bassa", mentre la zona ad ovest "città alta". Attualmente si trova al di fuori delle mura, che individuano la città antica, nell'area della Cisgiordania che è stata annessa ad Israele in seguito alla guerra dei sei giorni del 1967 e alla legge di Gerusalemme del 1980. È un villaggio arabo palestinese intrecciato con un insediamento israeliano, ed è il sito archeologico che si ipotizza costituisca il nucleo originale dell'insediamento di Gerusalemme dell'età del bronzo e di quella del ferro.
Organizzata come parco nazionale israeliano, la sua gestione è stata dal 1997 della Ir David Foundation. L'evidenza archeologica, datata al carbonio 14, dimostra che la Città di David era la Città di Jebus, a sud-est di Gerusalemme, nella parte più antica della capitale. La datazione mostra che un terremoto distrusse la città nell'ottavo secolo e che essa fu ricostruita e definitivamente distrutta nel 586 o 587 da parte dei babilonesi; il re Uzzia fece edificare il muro della città per difenderla contro l'assedio assiro, secondo quanto descritto in 2 Cronache 26:9.
Nel 2024 è stata scoperto un fossato che separava la città bassa adibita ad abitazioni dalla città alta che comprendeva il tempio e il palazzo del re. Il fossato era profondo 9 metri e largo non meno di 30 e dalle due sponde erano presenti rocce impossibili da scalare. La sua costruzione è fatta risalire al tempo del re Giosia e conferma alcune narrazioni dei Libri dei Re (1 Re 11:27) e dei Libri di Samuele.
Nella seconda decade degli anni Duemila è stata scoperta una strada pavimentata (la "strada a gradini" - la "strada dei pellegrini"), avente pietre di 2.5*1.2 metri*40 cm, pesanti 2.5 tonnellate, di dimensioni identiche a quelle provenienti da una cava ubicata a 2.5 chilometri dalla Città Antica di Gerusalemme. La cava, molto più ampia dell'area di scavo di 3.500 mq, fu utilizzata anche pet i progetti di ampliamento del Monte del Tempio e del Tempio stesso voluti dal re Erode il Grande, fino al terzo muro di fortificazione della città introdotto da Agrippa I.